# 駱怡君
駱怡君（1971年10月—），生於台灣台北市，現為王道銀行董事長，為王道銀行創辦人駱錦明之長女。

## 生平
祖父駱水源，為士林地區著名士紳，創立台北區合會儲蓄公司（台北國際商業銀行前身）。父親駱錦明，為資深銀行家，曾任中國信託總經理，為王道銀行創辦人暨榮譽董事長、中華民國工商協進會榮譽理事長；母親為陳世姿，出身自醫師世家。
駱怡君為美國波士頓大學企管學士，美國麻省理工學院(MIT)企管碩士(MBA)。回國後第一份工作為怡和創投公司的投資經理，爾後與MIT的同學一起創立碩網資訊股份有限公司。2005年，回歸家族企業，擔任台灣工銀科技顧問公司總經理，2009年為王道銀行(原台灣工銀)創立香港分行，亦為香港分行首任行長。隨後擔任常務董事暨集團策略長/執行副總，負責中國、國際業務的策略發展與經營規劃、策略聯盟與關係拓展、分支機構管理。
現為王道銀行(原台灣工業銀行)董事長，亦擔任行政院經濟發展委員會經濟顧問，以及中華民國工商協進會副理事長及青年事務委員會召集人，為該協進會自創會七十年來首位女性副理事長，同時還擔任美國麻省理工學院(MIT)亞洲執行委員會委員、中華民國銀行商業同業公會理事、台北市銀行商業同業公會理事、台灣女董事協會理事等。曾獲得2011年「達沃斯世界經濟論壇(World Economic Forum)全球青年領袖(Young Global Leaders)」、2013年「美國艾森豪獎 (Eisenhower Fellowships)」，為台灣唯一一位同時獲得此兩項殊榮的得主。此外，駱怡君亦於2012年獲外交部頒發「台灣之光」表揚狀。
2016年，蔡英文總統指派駱怡君、高志尚與詹宏志為APEC企業諮詢委員會的代表，駱怡君同時擔任微中小企業與創業家精神工作小組共同主席。

## 家庭
2003年與林超驊結婚，邀請辜振甫證婚。林超驊為前大法官林永謀之子。同年，因林超驊外遇，兩人離婚。
2016年，駱怡君以人工受孕方式，未婚生下一女。

## 興趣嗜好
駱怡君喜歡賞析古文古詩、寫書法與泡茶，亦對美食有興趣。